# Elke Karsten
Elke Karsten (født 15. maj 1995 i Corrientes, Argentina) er en argentinsk håndboldspiller, der spiller for BM Bera Bera, i Spanien.